# Nuoto ai campionati mondiali di nuoto 2007 - 100 metri rana maschili
La gara di nuoto dei 100 metri rana maschili ai campionati mondiali di nuoto 2007 è stata disputata il 25 e il 26 marzo presso la Rod Laver Arena di Melbourne.
Accreditati alla partenza 123 atleti.
La competizione è stata vinta dal nuotatore statunitense Brendan Hansen, mentre l'argento e il bronzo sono andati rispettivamente al nipponico Kōsuke Kitajima e all'australiano Brenton Rickard.

## Podio
| Posizione | Atleta          | Nazionalità |
| --------- | --------------- | ----------- |
| Oro       | Brendan Hansen  | Stati Uniti |
| Argento   | Kōsuke Kitajima | Giappone    |
| Bronzo    | Brenton Rickard | Australia   |

## Programma
| Data          | Ora   | Turno      |
| ------------- | ----- | ---------- |
| 25 marzo 2007 | 13:03 | Batterie   |
| 25 marzo 2007 | 20:03 | Semifinali |
| 26 marzo 2007 | 19:00 | Finale     |

## Record
Prima della manifestazione il record del mondo e il record dei campionati erano i seguenti.
| Record mondiale       | 59"13 | Brendan Hansen Stati Uniti | 1º agosto 2006 Irvine, Stati Uniti |
| Record dei campionati | 59"37 | Brendan Hansen Stati Uniti | 25 luglio 2005 Montreal, Canada    |

Nel corso della competizione non sono stati migliorati.

## Risultati

### Batterie
I migliori 16 tempi accedono alle semifinali
| Pos. | Batteria | Corsia | Atleta                      | Nazionalità                   | 50m   | Tempo   | Note |
| ---- | -------- | ------ | --------------------------- | ----------------------------- | ----- | ------- | ---- |
| 1    | 14       | 5      | Kōsuke Kitajima             | Giappone                      | 28.33 | 59.96   | Q    |
| 2    | 15       | 5      | Alexander Dale Oen          | Norvegia                      | 28.59 | 1:00.34 | Q    |
| 3    | 16       | 4      | Brendan Hansen              | Stati Uniti                   | 28.66 | 1:00.59 | Q    |
| 4    | 09       | 4      | Giedrius Titenis            | Lituania                      | 28.76 | 1:00.92 | Q    |
| 5    | 14       | 4      | Oleh Lisohor                | Ucraina                       | 28.83 | 1:00.99 | Q    |
| 6    | 14       | 3      | James Gibson                | Gran Bretagna                 | 28.26 | 1:01.03 | Q    |
| 7    | 14       | 3      | Valerij Dymo                | Ucraina                       | 28.82 | 1:01.06 | Q    |
| 7    | 15       | 4      | Brenton Rickard             | Australia                     | 28.77 | 1:01.06 | Q    |
| 9    | 16       | 3      | Hugues Duboscq              | Francia                       | 28.85 | 1:01.08 | Q    |
| 10   | 12       | 2      | Cameron van der Burgh       | Sudafrica                     | 28.73 | 1:01.12 | Q    |
| 11   | 11       | 4      | Mihail Alexandrov           | Bulgaria                      | 28.60 | 1:01.15 | Q    |
| 12   | 16       | 2      | Scott Usher                 | Stati Uniti                   | 29.31 | 1:01.36 | Q    |
| 13   | 16       | 6      | Chris Cook                  | Gran Bretagna                 | 29.00 | 1:01.49 | Q    |
| 14   | 15       | 7      | Alessandro Terrin           | Italia                        | 28.38 | 1:01.61 | Q    |
| 15   | 14       | 2      | Dmitrij Komornikov          | Russia                        | 28.95 | 1:01.66 | Q    |
| 16   | 16       | 5      | Roman Sloudnov              | Russia                        | 29.09 | 1:01.69 | QSO  |
| 16   | 15       | 8      | Robin van Aggele            | Paesi Bassi                   | 28.67 | 1:01.69 | QSO  |
| 18   | 16       | 1      | Mike Brown                  | Canada                        | 29.13 | 1:01.75 |      |
| 19   | 12       | 4      | Glenn Snyders               | Nuova Zelanda                 | 29.36 | 1:01.91 |      |
| 20   | 11       | 3      | Jiri Jedlicka               | Rep. Ceca                     | 29.23 | 1:01.92 |      |
| 21   | 16       | 7      | Edoardo Giorgetti           | Italia                        | 29.78 | 1:01.95 |      |
| 22   | 15       | 6      | Makoto Yamashita            | Giappone                      | 29.12 | 1:02.08 |      |
| 23   | 14       | 8      | Henrique Barbosa            | Brasile                       | 28.81 | 1:02.13 |      |
| 24   | 13       | 1      | Lai Zhongjian               | Cina                          | 29.62 | 1:02.18 |      |
| 25   | 15       | 1      | Valentin Preda              | Romania                       | 28.74 | 1:02.19 |      |
| 26   | 15       | 2      | Richárd Bodor               | Ungheria                      | 29.20 | 1:02.28 |      |
| 27   | 13       | 2      | Jim Piper                   | Australia                     | 29.06 | 1:02.36 |      |
| 28   | 14       | 1      | Johannes Neumann            | Germania                      | 29.11 | 1:02.50 |      |
| 29   | 13       | 8      | Sławomir Wolniak            | Polonia                       | 29.06 | 1:02.50 |      |
| 30   | 14       | 7      | Felipe Lima                 | Brasile                       | 29.23 | 1:02.58 |      |
| 31   | 12       | 5      | Maxim Podoprigora           | Austria                       | 29.76 | 1:02.71 |      |
| 31   | 12       | 8      | Thabang Moeketsane          | Sudafrica                     | 29.05 | 1:02.71 |      |
| 33   | 11       | 5      | Mladen Tepavčević           | Serbia                        | 29.42 | 1:02.80 |      |
| 33   | 13       | 4      | Sławomir Kuczko             | Polonia                       | 29.81 | 1:02.80 |      |
| 35   | 12       | 1      | Chris Boe Christensen       | Danimarca                     | 29.84 | 1:02.83 |      |
| 36   | 16       | 8      | Emil Tahirovič              | Slovenia                      | 28.52 | 1:02.85 |      |
| 37   | 13       | 6      | Jakob Jóhann Sveinsson      | Islanda                       | 29.47 | 1:02.91 |      |
| 38   | 11       | 6      | Edvinas Dautartas           | Lituania                      | 29.07 | 1:03.07 |      |
| 39   | 10       | 6      | Sofiane Daid                | Algeria                       | 29.31 | 1:03.09 |      |
| 40   | 12       | 6      | Dániel Gyurta               | Ungheria                      | 30.13 | 1:03.33 |      |
| 41   | 13       | 5      | Wang Haibo                  | Cina                          | 29.99 | 1:03.38 |      |
| 42   | 12       | 7      | Malick Fall                 | Senegal                       | 29.62 | 1:03.42 |      |
| 43   | 10       | 7      | Tomas Fucik                 | Rep. Ceca                     | 29.59 | 1:03.44 |      |
| 44   | 15       | 3      | Romanos Iasonas Alyfantis   | Grecia                        | 29.40 | 1:03.51 |      |
| 45   | 11       | 2      | Mikalai Vasilyeu            | Bielorussia                   | 29.61 | 1:03.62 |      |
| 46   | 12       | 3      | Evgenij Ryžkov              | Kazakistan                    | 29.99 | 1:03.70 |      |
| 47   | 10       | 2      | Tom Beeri                   | Israele                       | 30.07 | 1:03.72 |      |
| 47   | 10       | 1      | Michael Malul               | Israele                       | 29.65 | 1:03.72 |      |
| 49   | 11       | 8      | Alwin de Prins              | Lussemburgo                   | 29.69 | 1:04.00 |      |
| 50   | 11       | 7      | Martti Aljand               | Estonia                       | 30.31 | 1:04.13 |      |
| 51   | 13       | 7      | Matjaž Markič               | Slovenia                      | 28.96 | 1:04.20 |      |
| 52   | 9        | 3      | Sujong Sin                  | Corea del Sud                 | 30.46 | 1:04.31 |      |
| 53   | 10       | 3      | Hsin Hung Chiang            | Taipei cinese                 | 30.25 | 1:04.49 |      |
| 54   | 9        | 6      | Dean Kent                   | Nuova Zelanda                 | 30.20 | 1:04.51 |      |
| 55   | 10       | 4      | Nikola Delic                | Croazia                       | 29.68 | 1:04.58 |      |
| 56   | 9        | 5      | Andrei Capitanciuc          | Moldavia                      | 30.24 | 1:04.76 |      |
| 57   | 10       | 8      | Dimitri Waeber              | Svizzera                      | 29.88 | 1:04.80 |      |
| 58   | 7        | 6      | Wael Koubrously             | Libano                        | 30.66 | 1:04.83 |      |
| 59   | 8        | 1      | Vidvuds Maculevics          | Lettonia                      | 30.17 | 1:05.36 |      |
| 60   | 11       | 1      | Wei Wen Wang                | Taipei cinese                 | 30.79 | 1:05.38 |      |
| 61   | 9        | 7      | Sergiu Postica              | Moldavia                      | 30.24 | 1:05.45 |      |
| 62   | 9        | 2      | Mohammad Alirezaei          | Iran                          | 29.99 | 1:05.64 |      |
| 63   | 7        | 3      | Radomyos Matjiur            | Thailandia                    | 30.65 | 1:05.70 |      |
| 64   | 8        | 2      | Diego Bonilla               | Colombia                      | 30.79 | 1:05.75 |      |
| 65   | 9        | 8      | Herry Yudhianto             | Indonesia                     | 31.39 | 1:05.81 |      |
| 66   | 9        | 1      | Andrei Cross                | Barbados                      | 29.91 | 1:05.91 |      |
| 67   | 8        | 4      | Edgar Robert Crespo         | Panama                        | 31.08 | 1:06.00 |      |
| 68   | 7        | 4      | Rainui Terupaia             | Polinesia francese            | 30.37 | 1:06.10 |      |
| 69   | 8        | 5      | Jin Leonard Tan             | Singapore                     | 30.75 | 1:06.14 |      |
| 70   | 8        | 6      | Andrey Morkovin             | Uzbekistan                    | 31.36 | 1:06.46 |      |
| 70   | 8        | 7      | Billy Arfianto              | Indonesia                     | 31.70 | 1:06.46 |      |
| 72   | 10       | 5      | Kirils Sanzarovecs          | Lettonia                      | 30.54 | 1:06.65 |      |
| 73   | 7        | 1      | Kevin Hensley               | Isole Vergini Americane       | 30.56 | 1:06.86 |      |
| 74   | 6        | 7      | Josh Laban                  | Isole Vergini Americane       | 31.66 | 1:07.28 |      |
| 75   | 8        | 3      | Gerard Bordado              | Filippine                     | 31.12 | 1:07.37 |      |
| 76   | 8        | 8      | Kee Guan Benjamin Ng        | Singapore                     | 31.36 | 1:07.92 |      |
| 77   | 6        | 5      | Milan Glamocic              | Bosnia ed Erzegovina          | 31.50 | 1:07.99 |      |
| 78   | 7        | 7      | Yusuf Alyousuf              | Arabia Saudita                | 31.97 | 1:08.22 |      |
| 79   | 7        | 2      | Mustafa Al-Saleh            | Siria                         | 32.17 | 1:08.34 |      |
| 80   | 7        | 8      | See Tuan Yap                | Malaysia                      | 31.78 | 1:08.39 |      |
| 81   | 6        | 8      | Eric Williams               | Nigeria                       | 31.94 | 1:08.77 |      |
| 82   | 7        | 5      | Genaro Mathias Prono Britez | Paraguay                      | 31.56 | 1:08.89 |      |
| 83   | 6        | 6      | Erik Rajohnson              | Madagascar                    | 32.70 | 1:09.01 |      |
| 84   | 6        | 4      | Antonio Leon Candia         | Paraguay                      | 31.11 | 1:09.32 |      |
| 85   | 5        | 4      | Amar Shah                   | Kenya                         | 31.53 | 1:09.67 |      |
| 86   | 4        | 5      | Celestino Aguon             | Guam                          | 32.88 | 1:10.46 |      |
| 87   | 6        | 2      | Chisela Kanchela            | Zambia                        | 32.01 | 1:10.64 |      |
| 88   | 5        | 3      | Melvin Chua                 | Malaysia                      | 33.04 | 1:10.65 |      |
| 89   | 4        | 4      | Hei Ming Lao                | Macao                         | 33.01 | 1:10.84 |      |
| 90   | 3        | 4      | Boldbaataryn Bütekh-Uils    | Mongolia                      | 32.50 | 1:11.06 |      |
| 91   | 5        | 1      | Rodion Davelaar             | Antille Olandesi              | 33.59 | 1:11.38 |      |
| 92   | 4        | 7      | Omar Jasim                  | Brunei                        | 32.38 | 1:11.38 |      |
| 93   | 5        | 5      | Alexander Rivero            | Bolivia                       | 32.49 | 1:11.62 |      |
| 94   | 6        | 1      | Osama Al Araj               | Qatar                         | 32.92 | 1:11.73 |      |
| 95   | 5        | 7      | Aram Nazaryan               | Armenia                       | 33.18 | 1:12.21 |      |
| 96   | 5        | 8      | Jehad Al Henidi             | Giordania                     | 33.13 | 1:12.72 |      |
| 97   | 4        | 8      | Guvanch Ataniyazov          | Turkmenistan                  | 33.67 | 1:13.12 |      |
| 98   | 4        | 1      | Eric Artur Medina Su        | Panama                        | 33.86 | 1:13.17 |      |
| 99   | 5        | 2      | Onan Thom                   | Guyana                        | 34.20 | 1:13.62 |      |
| 100  | 4        | 6      | Kevin Cheung                | Mauritius                     | 34.05 | 1:13.87 |      |
| 101  | 4        | 2      | Gavin Sants                 | Gibilterra                    | 34.69 | 1:13.88 |      |
| 102  | 5        | 6      | Jamie Zammitt               | Gibilterra                    | 33.91 | 1:14.43 |      |
| 103  | 2        | 3      | A. Aldhaheri                | Emirati Arabi Uniti           | 35.72 | 1:15.93 |      |
| 104  | 3        | 6      | Eli Ebenezer Wong           | Isole Marianne Settentrionali | 35.72 | 1:15.95 |      |
| 105  | 3        | 2      | Julio Smith                 | Seychelles                    | 34.48 | 1:16.55 |      |
| 106  | 3        | 3      | Sadeq Damrah                | Palestina                     | 34.92 | 1:16.60 |      |
| 107  | 3        | 1      | Hassan Ashraf               | Maldive                       | 35.15 | 1:17.26 |      |
| 108  | 3        | 8      | Michael Taylor              |                               | 36.22 | 1:17.79 |      |
| 109  | 3        | 5      | Monder Al-Jabali            | Libia                         | 35.89 | 1:20.40 |      |
| 110  | 2        | 6      | Rahim Karmali               | Uganda                        | 37.32 | 1:21.27 |      |
| 111  | 1        | 5      | Jackson Niyomugabo          | Ruanda                        | 39.45 | 1:25.87 |      |
| 112  | 2        | 8      | Anthony Kpetnky             | Ghana                         | 33.86 | 1:29.60 |      |
| 113  | 1        | 3      | Seele Benjamin Ntai         | Lesotho                       | 42.54 | 1:31.58 |      |
| 114  | 1        | 4      | Boipelo Makhothi            | Lesotho                       | 42.16 | 1:32.63 |      |
| 115  | 2        | 1      | Vincent Leatualevao         | Samoa Americane               | 41.39 | 1:32.86 |      |
| 116  | 2        | 5      | Robert Scanlan              | Samoa Americane               | 41.55 | 1:34.98 |      |
| 117  | 2        | 4      | Abubakarr Jalloh            | Sierra Leone                  | 45.22 | 1:44.93 |      |
| -    | 2        | 2      | Alhousseini Alhassan        | Niger                         |       |         | dns  |
| -    | 2        | 7      | Julio Yao Bessan            | Benin                         |       |         | dns  |
| -    | 3        | 7      | Thi Hue Pham                | Vietnam                       |       |         | dns  |
| -    | 4        | 3      | João Aguiar                 | Angola                        |       |         | dns  |
| -    | 6        | 3      | Shajahan Ali Rony           | Bangladesh                    |       |         | dns  |
| -    | 13       | 3      | Vanja Rogulj                | Croazia                       |       |         | dns  |

### Semifinali
I migliori 8 tempi accedono alla finale
| Pos. | Batteria | Corsia | Atleta                | Nazionalità   | 50m   | Tempo   | Note |
| ---- | -------- | ------ | --------------------- | ------------- | ----- | ------- | ---- |
| 1    | 2        | 4      | Kōsuke Kitajima       | Giappone      | 28.31 | 1:00.05 | Q    |
| 2    | 2        | 5      | Brendan Hansen        | Stati Uniti   | 28.09 | 1:00.13 | Q    |
| 3    | 1        | 4      | Alexander Dale Oen    | Norvegia      | 28.52 | 1:00.69 | Q    |
| 4    | 1        | 6      | Brenton Rickard       | Australia     | 28.51 | 1:00.87 | Q    |
| 5    | 2        | 6      | Valerij Dymo          | Ucraina       | 28.64 | 1:00.88 | Q    |
| 6    | 2        | 3      | Oleh Lisohor          | Ucraina       | 28.86 | 1:00.89 | Q    |
| 7    | 2        | 7      | Mihail Alexandrov     | Bulgaria      | 28.33 | 1:01.08 | Q    |
| 8    | 2        | 8      | Dmitrij Komornikov    | Russia        | 28.87 | 1:01.11 | Q    |
| 9    | 1        | 3      | James Gibson          | Gran Bretagna | 27.95 | 1:01.24 |      |
| 9    | 1        | 7      | Scott Usher           | Stati Uniti   | 29.01 | 1:01.24 |      |
| 11   | 2        | 1      | Chris Cook            | Gran Bretagna | 28.15 | 1:01.28 |      |
| 12   | 1        | 5      | Giedrius Titenis      | Lituania      | 28.82 | 1:01.48 |      |
| 13   | 1        | 8      | Roman Sloudnov        | Russia        | 28.69 | 1:01.50 |      |
| 14   | 1        | 2      | Cameron van der Burgh | Sudafrica     | 28.76 | 1:01.80 |      |
| 15   | 1        | 1      | Alessandro Terrin     | Italia        | 28.33 | 1:01.87 |      |
| 16   | 2        | 2      | Hugues Duboscq        | Francia       | 28.80 | 1:01.93 |      |

### Finale
| Pos. | Corsia | Atleta             | Nazionalità | 50m   | Tempo   | Note |
| ---- | ------ | ------------------ | ----------- | ----- | ------- | ---- |
|      | 5      | Brendan Hansen     | Stati Uniti | 27.67 | 59.80   |      |
|      | 4      | Kōsuke Kitajima    | Giappone    | 27.79 | 59.96   |      |
|      | 6      | Brenton Rickard    | Australia   | 28.15 | 1:00.58 |      |
| 4    | 2      | Valerij Dymo       | Ucraina     | 28.18 | 1:00.60 |      |
| 5    | 7      | Oleh Lisohor       | Ucraina     | 28.07 | 1:00.83 |      |
| 6    | 1      | Mihail Alexandrov  | Bulgaria    | 28.09 | 1:01.17 |      |
| 7    | 8      | Dmitrij Komornikov | Russia      | 28.58 | 1:01.24 |      |
| 8    | 3      | Alexander Dale Oen | Norvegia    | 27.93 | 1:01.67 |      |